# Saturnino Jiménez Enrich
Saturnino Jiménez Enrich (Mahón, 1853-París, 1933) fue un escritor y periodista español.

## Biografía
Habría nacido en 1853 en la ciudad menorquina de Mahón. Viajero y literato, en 1873, muy joven aún, se dio a conocer en La Gaceta Popular de Madrid con el seudónimo «Juan de Niza». Más adelante fue corresponsal de La Crónica de Cataluña en la guerra civil y después del semanario La Academia en la campaña de Oriente. En 1883 realizó exploraciones en África, comisionado por el periódico El Día, llevando a España curiosos ejemplares que expuso en el salón de despachos de dicho periódico. Fue autor de obras de carácter histórico y político, como Historia de los Alfonsos de Castilla y Aragón (Barcelona, 1875, 2 vols.), y colaborador del Boletín de la Sociedad Geográfica de Madrid. Habría fallecido en París en 1933.
Apareció retratado en los Homenots de Josep Pla.